# オケちゃん
オケちゃんは、埼玉県桶川市のマスコットキャラクター（ゆるキャラ）。桶川市の市制施行40周年を記念し誕生した。

## 特徴
紅花の妖精で桶川市が中山道の宿場町・桶川宿であったことから、外見は旅人をイメージした着物と草履を着用し、頭上にはかつて全国2位の生産高であり、現在も「市民の花」となっている紅花が咲いている。ゆる玉応援団の団員No.45。2010年11月3日に誕生し、同時に桶川市民に登録されている。また、埼玉県の「けんこう大使」にも任命されている。

## キャラクター展開
市職員の名刺や市の印刷物等（公式発行物）に使用され、案内看板にもデザインされている。また、着ぐるみが作成され市内外の行事でもその姿を披露している。城山公園にはオケちゃんがデザインされた遊具が設置されている。

## プロフィール
- 名前 - オケちゃん
- 誕生日 - 2010年11月3日
- 性別 - 不明（ひみつ）
- 特技 - 桶川市をPRして全国行脚をすること。
- 口癖 - 桶川市のTwitterで「〜べに!」というしゃべり方をするように語尾に「べに」をつける。また、「ありがとう」を「ありまとう」と言う。
- 一人称 ‐ あっし
- ゆる玉応援団 - 団員No.45

## 関連グッズ
ぬいぐるみやマスコットなどのグッズが開発されているほか、「オケちゃんボールペン」などのステーショナリー類や「オケちゃんゴ―フレット」などの菓子類も販売されている
- オケちゃんカレンダー
- ストラップ
- Ｔシャツ
- ハンカチタオル
- 木札
- 桶川市キャラクターオケちゃんLINEスタンプ